# Noul val britanic (cinematografie)
Noul val britanic (în engleză: British New Wave), reprezintă o mișcare nouă a cinematografiei care are la bază o serie de filme a unor tineri regizori britanici, de la începutul anilor 1950 până pe la mijlocul anilor 1960. Aceste filme au fost realizate aproximativ în aceeași perioadă cu apariția a Nouvelle Vague francez, iar criticii de film britanici au numit aceste filme englezești analog cu  traducerea mot à mot din franceză a expresiei.
Tema acestor filme este preponderent viața clasei muncitoare din nordul Angliei. În cele mai multe cazuri erau filme realizate în alb/negru și s-a încercat să fie prezentate cu un realism aproape documentar, numit Kitchen Sink Realism .
(trad.: realism de chiuvetă de bucătărie).
Pentru prima oară autorii și cineaștii au dat atenție în istoria culturii britanice oamenilor mărunți, povestind despre drame zilnice obișnuite. Aceasta a durat aproximativ pană prin 1965, când au început să apară filme de comedie și acțiune ușoare ca James Bond sau filmele cu Norman Wisdom, care au acaparat sălile cinematografelor.

## Regizori importanți din Noul val
- Lindsay Anderson
- Jack Cardiff
- Jack Clayton
- Richard Lester
- Karel Reisz
- Tony Richardson
- John Schlesinger

## Actori importanți din Noul val
- Alan Bates
- Dirk Bogarde
- Julie Christie
- Tom Courtenay
- Albert Finney
- Richard Harris
- Laurence Harvey
- Rita Tushingham

## Filme importante din Noul val
- 1958 Privește înapoi cu mânie (Look Back in Anger)
- 1959 Drumul spre înalta societate
- 1960 The Entertainer
- 1960 Saturday Night and Sunday Morning
- 1960 Sons and Lovers
- 1961 Gustul mierii (A Taste of Honey)
- 1962 A Kind of Loving
- 1962 Singurătatea alergătorului de cursă lungă (The Loneliness of the Long Distance Runner)
- 1963 Billy mincinosul (Billy Liar)
- 1963 Viața sportivă (This Sporting Life)
- 1963 Tom Jones
- 1965 Darling (film din 1965)

## Vezi și
- Noul val francez (cinema)